# Josef Roman Lorenz
Josef Roman Lorenz von Liburnau (26 de noviembre de 1825, Linz, Austria - 13 de noviembre de 1911, Viena) fue un naturalista, geógrafo y botánico austríaco.
Fue un renombrado especialista en algas. Fue profesor de las Universidades de Salzburgo y de Fiume.
En 1861 fue oficial de ministro, de Vienna.

## Algunas publicaciones

### Libros
- 1868. Grundsätze für die Aufnahme und Darstellung von landwirthschaftlichen Bodenkarten: Mit drei Karten in Farbendruck (Principios para la adquisición y visualización de los mapas de suelos agrícolas: Con tres cartas de la impresión en color). Editor Gerold, 21 pp. en línea

- 1867. Statistik der Bodenproduction von zwei Gebietsabschnitten Oberösterreichs (Umgebung von St. Florian und von Grünburg): Im ministeriellen Auftrage als Probearbeit ausgeführt von Dr. Jos. Roman Lorenz u. veröffentlicht vom k. k. Ministerium für Handel & Volkswirthschaft (Estadísticas de la zona de producción de planta de dos tramos de la Alta Austria (cerca de St. Florian y el Castillo Verde): Las órdenes ministeriales). Editor Gerold, 155 pp. en línea. Edición reimpresa de Nabu Press, 2012, 172 pp. ISBN 1276700296

- 1866. Die Bodencultur-Verhältnisse des oesterreichischen Staates: Mit einem Anhange über das Erzherzogthum Oesterreich unter der Enns. Verfasst von mehreren Fachmännern unter der Redaction von Jos. Roman Lorenz. Mit 2 Karten und mehreren lithograph. Tafeln (Las relaciones entre cultivos y el Estado austríaco: con un apéndice sobre el Austria archiducado por debajo de los Enns. Escrito por varios especialistas bajo la dirección de Jo. Roman Lorencz. Con 2 cartas y varias litografías. Foros). Editor L.W. Seidel, 369 pp. en línea. Edición reimpresa de Kessinger Publ. 410 pp. ISBN 1168602319

- 1860. Neue Radiaten aus dem Quarnero: vorgelegt in der Sitzung am 9. December 1859. Editor Gerold, 14 pp. en línea

- 1857. Vergleichende orographisch-hydrographische Untersuchung der Versumpfungen in den oberen Flussthälern der Salzach, der Enns und der Mur, oder im Pinzgau, Pongau und Lungau (Estudio comparativo de los pantanos orográficas-hidrográficas en los valles de los ríos superiores del río Salzach, Enns y Mur, o Pinzgau Pongau Lungau). Editor Gerold, 63 pp. en línea

## Honores
De 1878 a 1899 presidente de la "Sociedad Meteorológica de Austria"; en 1872 cofundador de la "Escuela de Ciencias de la Agricultura en Viena (hoy Universidad de Ciencias de la Agricultura, Viena).

### Eponimia
- (Orchidaceae) Pseudoeurystyles lorenzii (Cogn.) Hoehne[2]
- La abreviatura «Lorenz» se emplea para indicar a Josef Roman Lorenz como autoridad en la descripción y clasificación científica de los vegetales.[3]